# 微红小剑水蚤
微红小剑水蚤（学名：Microcyclops rubellus）为剑水蚤科小剑水蚤属的动物。分布于俄罗斯、德国、瑞典、荷兰、英国、北美以及中国大陆的云南、广东、黑龙江等地，多见于有水生植物的小水池中以及以及贫营养型的小型水域中。
其种加词“rubellus”意为“淡红色的”。